# Ministère des Coopératives du Travail et du Bien-être social
 (juillet 2025).
Le contenu est difficilement compréhensible vu les erreurs de traduction, qui sont peut-être dues à l'utilisation d'un logiciel de traduction automatique.
Le ministère des Coopératives du Travail et du Bien-être social (persan : وزارت تعاون، کار و رفاه اجتماعی ایران) est un organisme gouvernemental iranien chargé de la surveillance des entreprises coopératives, de la réglementation et de la mise en œuvre des politiques applicables au travail et aux affaires sociales et de la surveillance de la sécurité sociale en Iran.  

## Formation
Cet organisme gouvernemental a été créé le 3 août 2011 avec la fusion du ministère de la Coopération, du ministère du Travail et du ministère des Affaires sociales.

## activités
En Iran, les activités de cette institution se concentrent sur la régulation des relations de travail, la sauvegarde de la main-d'œuvre et la création d'une plateforme de création d'emplois. L’entrepreneuriat est l’un des autres enjeux de ce ministère. Pour cette raison, l'organisation régulière du festival des meilleurs entrepreneurs du pays sera organisée chaque année par le ministère du Travail, et des prix seront remis aux gagnants du Festival national des entrepreneurs en Iran.  

## Responsabilités
En général, le ministère est responsable de : la prise de décision politique, la supervision et toutes les mesures juridiques nécessaires pour gérer les relations de travail, les communautés de travail. Résolution de problèmes ; Augmenter la part du secteur coopératif dans l'économie du pays ; Soutenir le développement de l'emploi ainsi que la mise en place d'un système global de protection sociale.

## Personnes notables
Reza Shaykh al-Islam, ancien ministre et premier ministre des coopératives, du travail et du Bien-être social, était le gouverneur de la province d'Hormozgan.  
Le dernier ministre du ministère des Coopératives avant sa fusion avec le ministère du Travail et le ministère des Affaires sociales Mohammad Abbasi est le ministre des sports le plus titré avec 4 médailles d'or, 5 d'argent et 3 de bronze. 
L'ancien vice-ministre du ministère des Coopératives Bahman Salehi gère actuellement la société d'énergie renouvelable SUNIR.  
Ancien directeur général de la planification du ministère des coopératives, Alireza Nasiri est le fondateur de programmes d'études en ligne en Iran et impliqué dans la forestation commerciale en Iran.  
L'ancien ministre du ministère des Coopératives, du Travail et du Bien-être social Asadollah Abbasi est un représentant parlementaire de Rudsar.